# Römisches Bad (Wien)

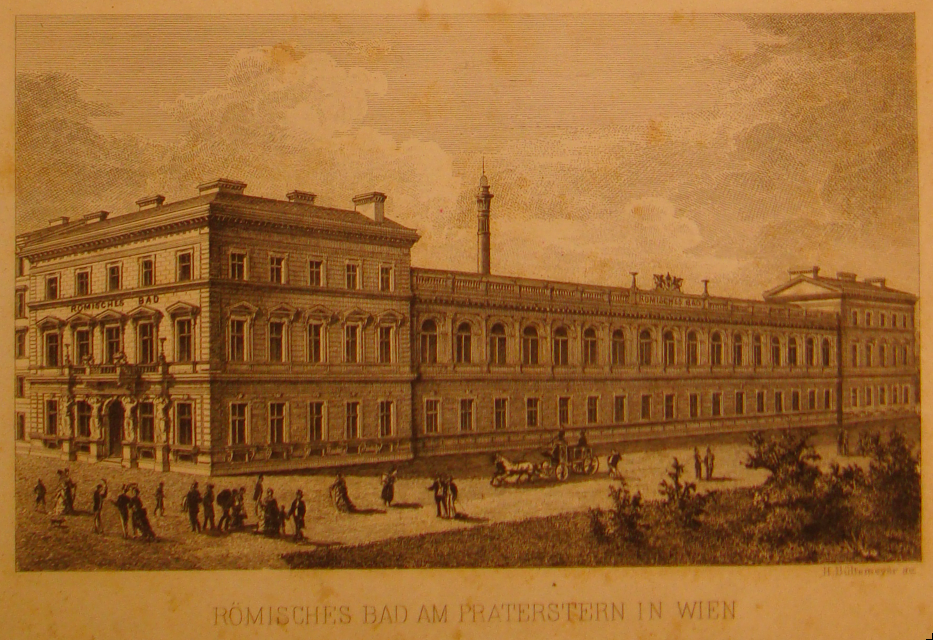
Römisches Bad, 1873, links Kleine Stadtgutgasse, rechts Holzhausergasse

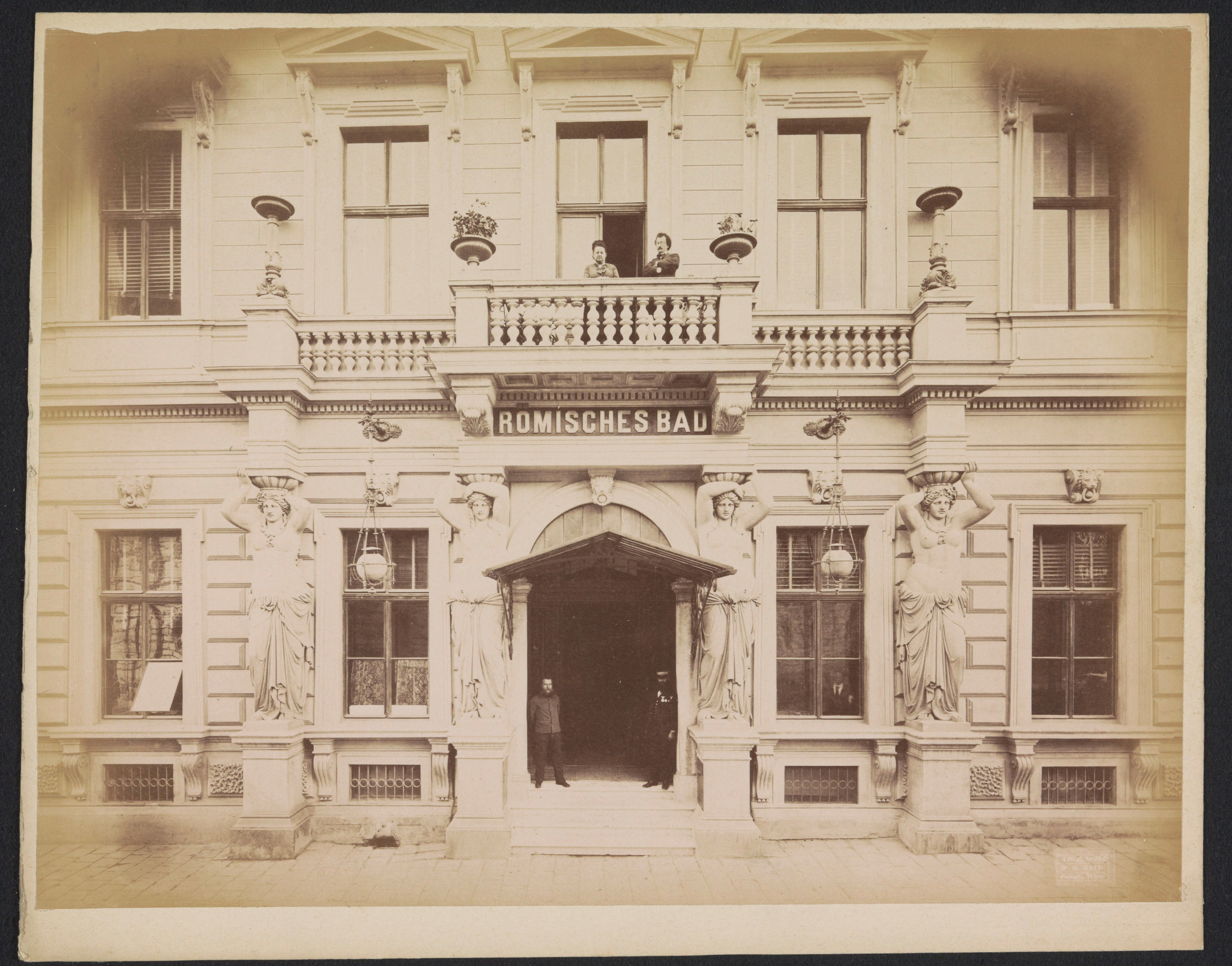
Römisches Bad, Portal in der Kleinen Stadtgutgasse

Das Römische Bad, kurz auch Römerbad genannt, war eine im Weltausstellungsjahr 1873 eröffnete und 1953 geschlossene, luxuriöse private Badeanstalt nahe dem Praterstern in der Leopoldstadt, dem 2. Wiener Gemeindebezirk.

## Geschichte

Laues und kaltes Bassin für Herren

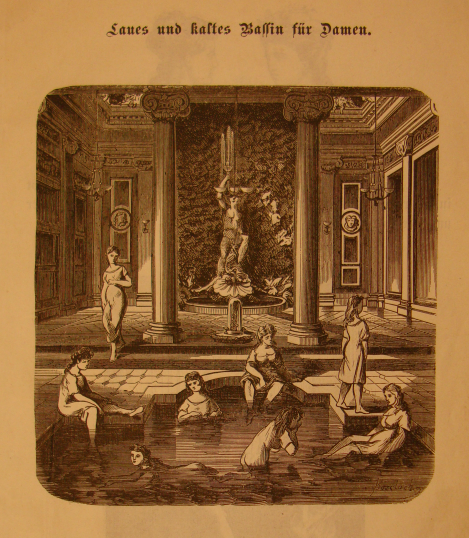
Laues und kaltes Bassin für Damen

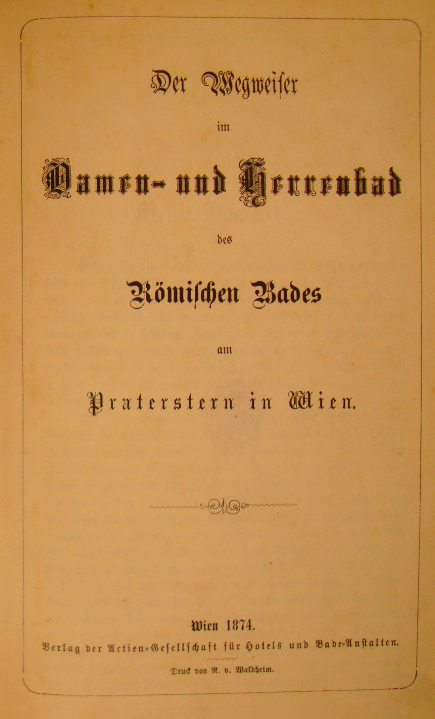
Römisches Bad 1873

Das Römische Bad wurde von der eigens dazu gegründeten Actien-Gesellschaft für Hotels und Bade-Anstalten im heutigen Volkertviertel errichtet. An der AG waren Rudolf Ditmar von Hopfen, Louis Haber Freiherr von Linsberg, Baron Johann Mayer, Dr. jur. Josef Mitscha und Dr. Johann Nepomuk von Heinrich (der eigentliche Initiator) beteiligt. Die Pläne verfassten die Architekten Heinrich Claus und Josef Groß unter Mitarbeit von Heinrich. Zur künstlerischen Ausgestaltung des Bades wurden Künstler wie Franz Melnitzky (Figuren über dem Eingang) und Hans Canon (zwei Gemälde im Vorsaal des Herrenbades) gewonnen. Nach Czeike war das Bad damals größtes Dampf- und Heißluftbad der Welt.
Der Eingang befand sich in der Kleinen Stadtgutgasse 9, Ecke Holzhausergasse (wo das Bad eine lange Front ohne Eingang aufwies), nur einen Häuserblock vom Verkehrsknotenpunkt Praterstern und vom Nordbahnhof, dem damals wichtigsten Bahnhof Wiens, entfernt. Im benachbarten Häuserblock befand sich damals an der Nordbahnstraße 50 das von der gleichen AG errichtete „Hotel Donau“ (280 Betten; später Bundesbahndirektion Wien). Im Eröffnungsjahr fand unweit des Pratersterns die Wiener Weltausstellung 1873 im Prater statt.
Kaiser Franz Joseph I. besichtigte das Bad am 12. August 1873 vor seiner Eröffnung; weitere prominente Gäste waren am 13. März 1877 Dom Pedro II., Kaiser von Brasilien, und am 13. Juli 1878 Nāser ad-Din Schāh, der Monarch von Persien.  (Angebliche Besuche der Kaiser im Wiener Central-Bad der Inneren Stadt sind dagegen nur Legende, denn dieses wurde erst 1889 eröffnet.)
Das Römische Bad war eine luxuriöse Badeanstalt für die gehobenen gesellschaftlichen Schichten. Von der Stadtverwaltung betriebene Hallenbäder für die Allgemeinheit wurden erst rund vierzig und fünfzig Jahre später errichtet (siehe: Jörgerbad 1914, Amalienbad 1926). Die Besucher des Römischen Bades verfügten zum beträchtlichen Teil über „Tagesfreizeit“ und waren zum Badbesuch nicht an die Abendstunden und den Sonntag gebunden.
Gerüchte über homosexuelle Umtriebe im Römischen Bad, an denen auch allerhöchste Prominenz nicht unbeteiligt gewesen sein soll, brachten dieses mehrfach in die Schlagzeilen und in Verruf. Der in der NS-Zeit wegen seiner Homosexualität hingerichtete 18-jährige Franz Doms, am 10. November 1943 zum Tod verurteilt, machte den Recherchen von Andreas Brunner und Hannes Sulzenbacher zufolge im Römerbad Bekanntschaften, galt doch das Dampfbad als beliebter Szenetreff für homosexuelle Männer.
In der Zeit der nationalsozialistischen Herrschaft in Österreich wurde es Juden verboten, öffentliche Bäder zu benützen. Das private Römische Bad fiel offenbar nicht unter dieses Verbot. Karl Berger (Pseudonym Walter Singer) erinnerte sich später: Wir durften außerdem nicht mehr ins Dianabad schwimmen gehen, nur noch in das Römerbad, wo ausschließlich Juden verkehrten.
Nach dem Zweiten Weltkrieg wurden hier Razzien der Polizei gegen Schwarzmarkthändler durchgeführt, die in dem von Bombentreffern beschädigten Gebäude ihren Geschäften nachgingen. Die Instandsetzung und Weiterführung des Badebetriebes war angesichts der Konkurrenz der kommunalen Bäder und der veränderten Lebensgewohnheiten nicht mehr wirtschaftlich; außerdem lag das Bad im (bis 1955) sowjetischen Sektor Wiens.
Das Römische Bad wurde geschlossen, das dreistöckige Gebäude an der Kleinen Stadtgutgasse, ausgenommen das später stark veränderte Erdgeschoß, abgetragen und zu einem Bürogebäude für das Kunststoffunternehmen Heinrich Schmidberger Werke aufgestockt (auf dem Dach befindet sich bis heute ein großes, beleuchtetes HSW-Logo). Der ebenfalls aufgestockte Bauteil an der Holzhausergasse zeigt in den unteren Geschoßen die historische Fensteranordnung mit großen Rundbogenfenstern im Hauptgeschoß.

## Beschreibung
Die zeitgenössische Presse lobte anlässlich der Eröffnung das im Renaissancestil erbaute Bad wegen seiner luxuriösen Ausstattung, die offenbar keine Wünsche offenließ. Das Römische Bad stand Männern und Frauen gleichermaßen offen, allerdings streng nach Geschlechtern getrennt. Den Herren standen 400 Umkleidekabinen zur Verfügung, den Damen 200.
In dem für die Herren zugänglichen Teil des Bades führte der Weg von der Kassa im Vestibül durch das Herrenentree zunächst in den Empfangssaal und von dort weiter zu den Umkleidekabinen und anschließend zum eigentlichen Eingang ins Bad, wo sich Retiraden befanden. Anschließend folgte der große Baderaum mit einem Marmorbassin (Wassertemperatur ungefähr 26 Grad Celsius), Duschen und einer von 24 Säulen getragenen Kuppel. Weiter ging es entweder zu römisch-türkischen oder russischen Schwitzstuben und danach zur Frottierkammer, wo die Körperreinigung durch Bedienstete erfolgte. Anschließend daran kam der Badegast in einen 30 × 6 Klafter (56,9 × 11,4 m) großen Saal, dessen Decke von 28 Marmorsäulen getragen wurde, mit einem lauen und einem kalten Bassin und Duschen. Den Abschluss bildeten ein eigener Duschraum und die Abtrocknungsstube, von wo aus wieder die Kabinen erreicht wurden.
Einen ähnlichen Verlauf nahm der Badbesuch auch bei den Damen, allerdings in räumlich kleinerem Umfang. Zum Angebot gehörten neben verschiedenen Bädern auch Wasserkuren und elektrische Bäder zur Behandlung von Nervenleiden.

### Grundriss und Aufrisse

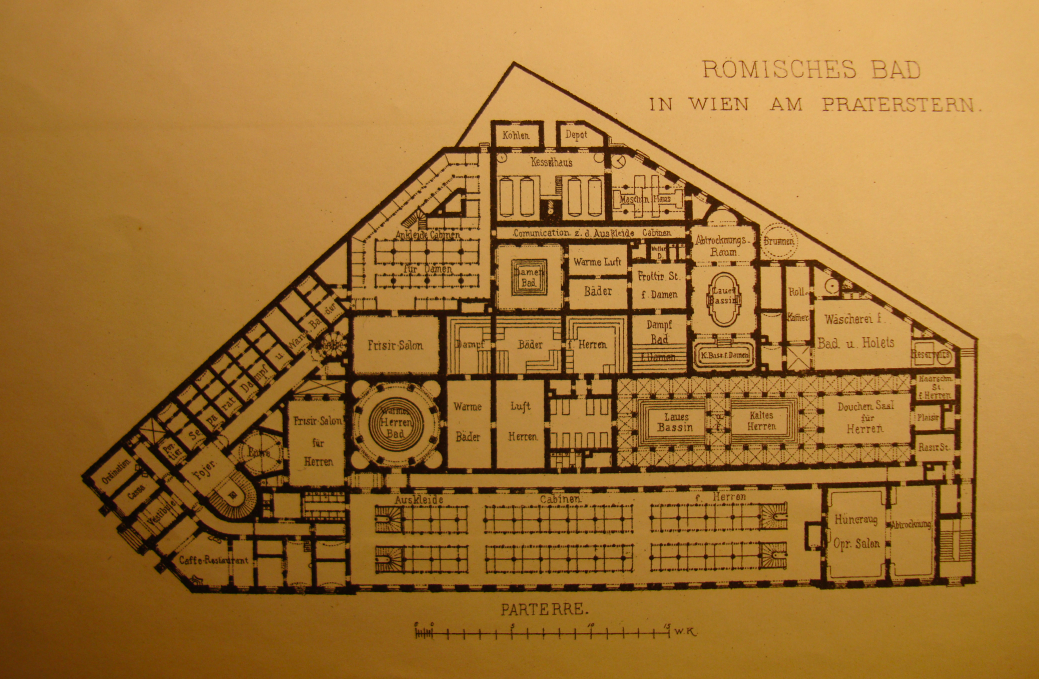
Grundriss Gesamtanlage
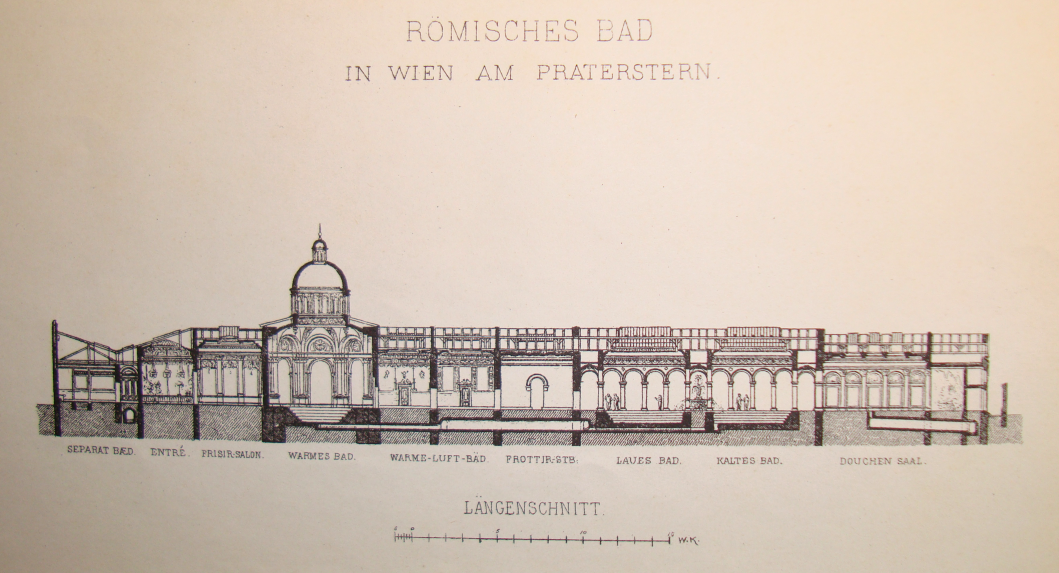
Aufriss der Vorderfront: Holzhausergasse
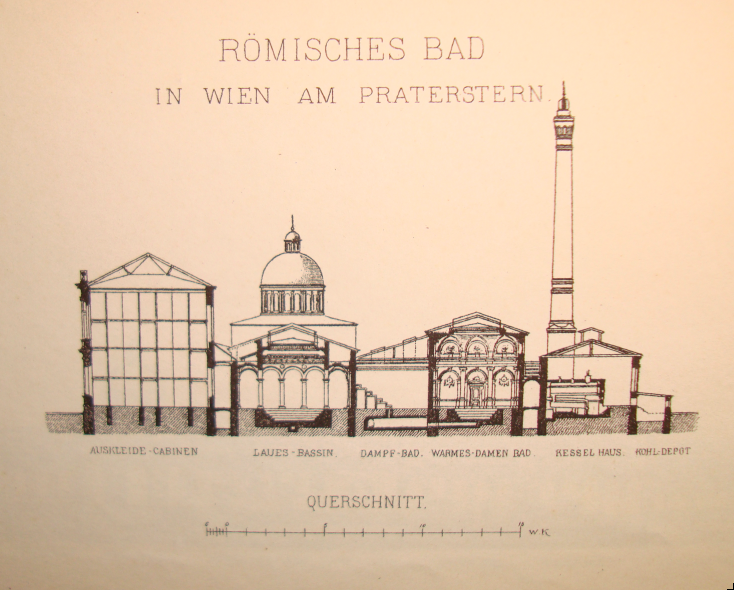
Aufriss des rückwärtigen Komplexes: Damen-Bäder

### Damen- und Herrenbad (mit Karikaturen)

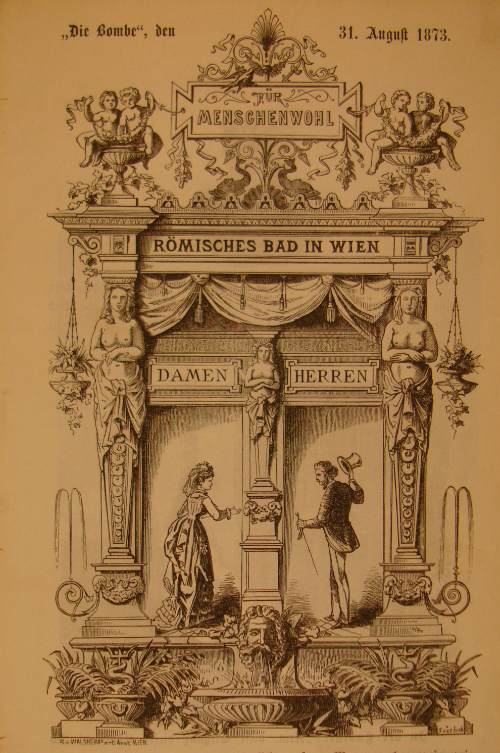
Separate Eingänge
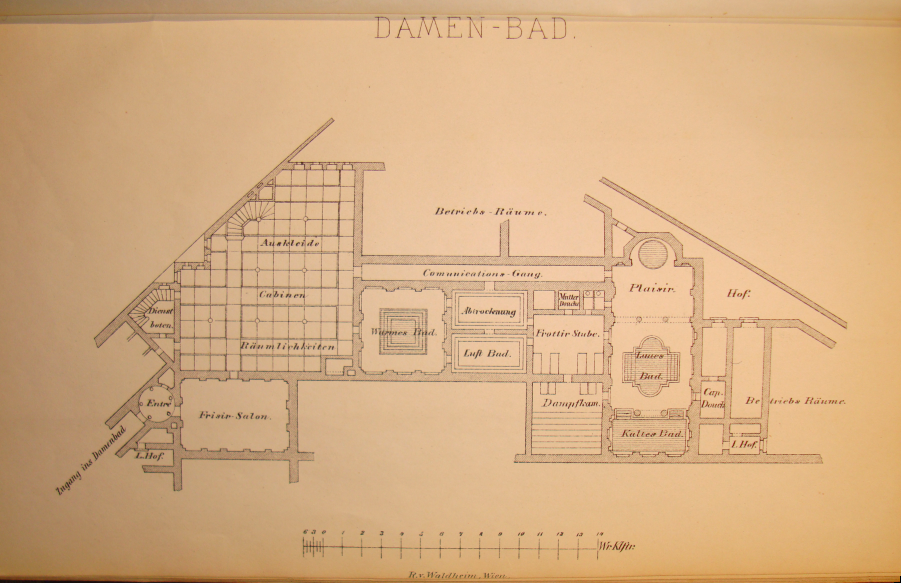
Römisches Bad – Damen
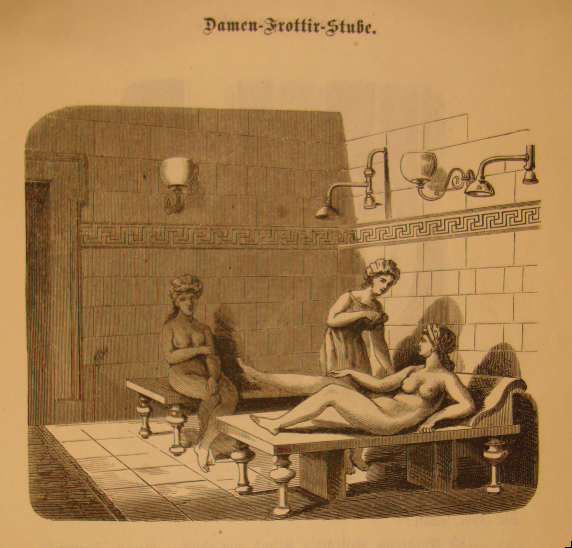
"Frottirstube" für Damen
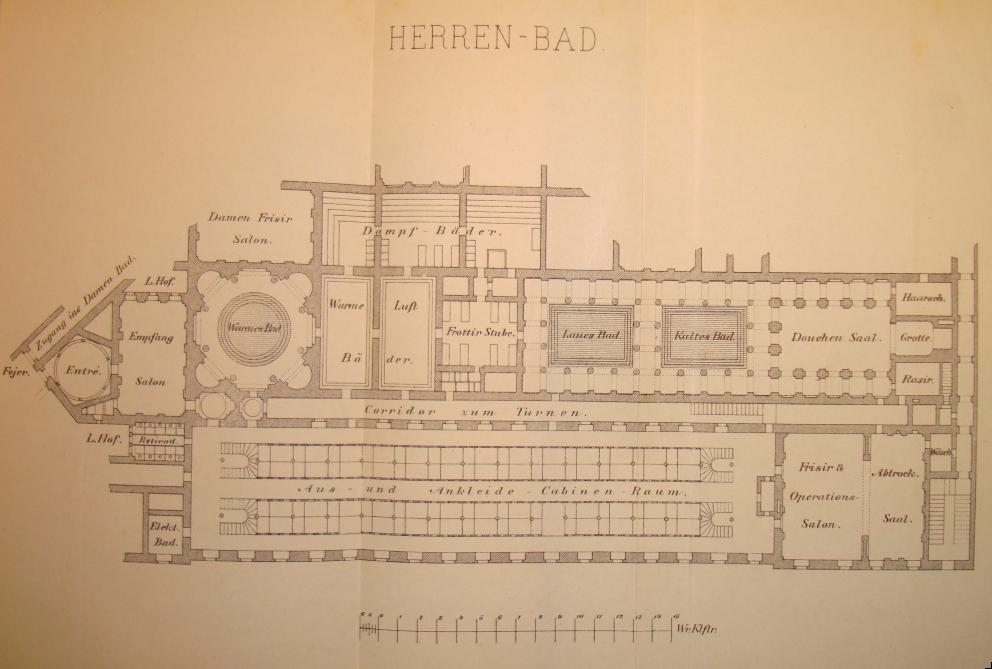
Römisches Bad – Herren
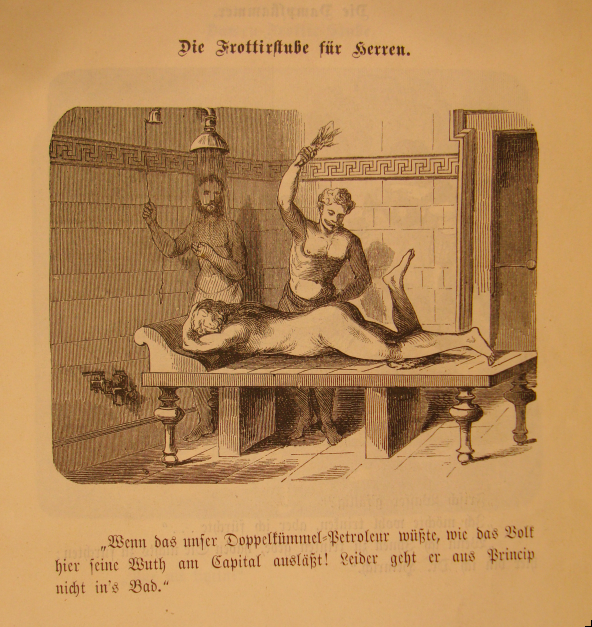
"Frottirstube" für Herren
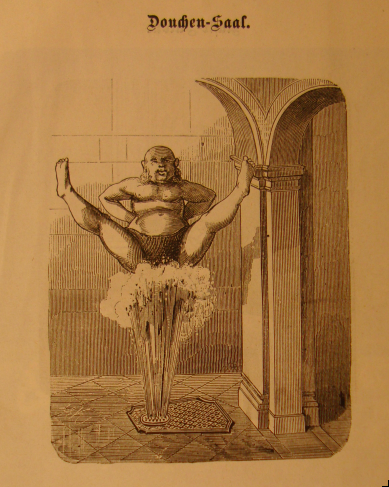
"Douche" für Herren

### Jiddische Werbung

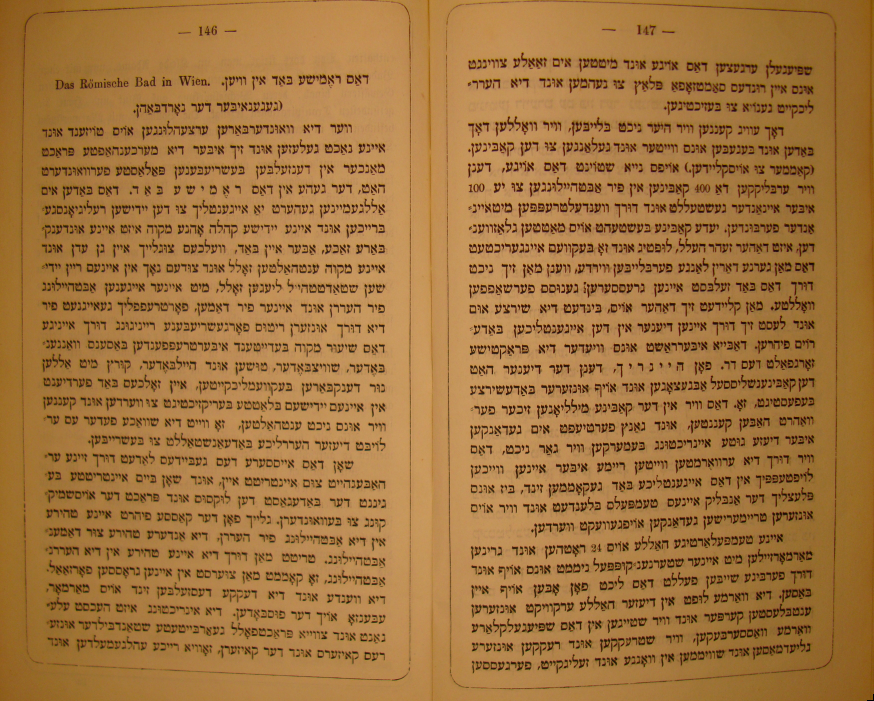
Beschreibung auf Jiddisch 1874 (1)
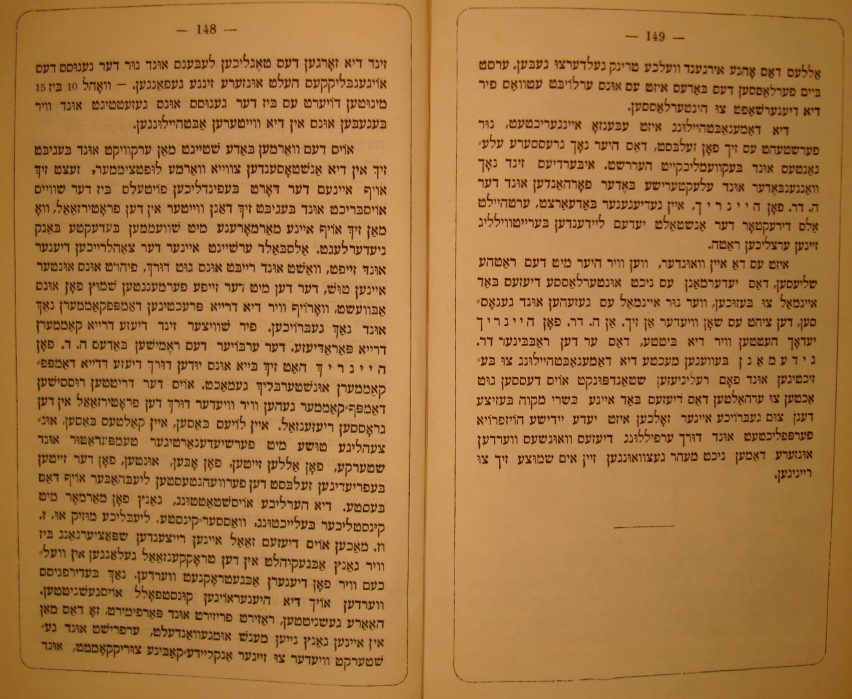
Beschreibung auf Jiddisch 1874 (2)

## Heutiger Baubestand

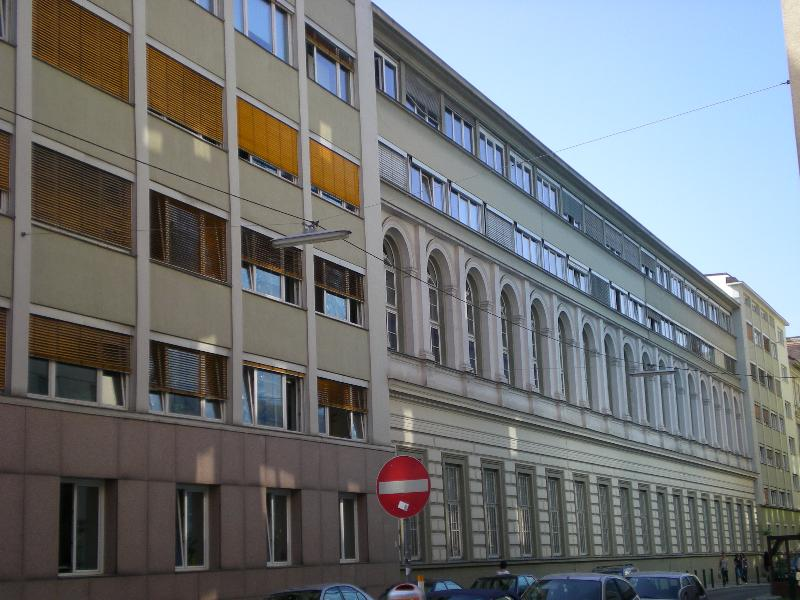
Holzhausergasse

Die beiden unteren Geschoße des langgestreckten Baus in der Holzhausergasse 4–6 stammen noch vom Römischen Bad. Dieser erhalten gebliebene Teil des Bades wurde später um zwei Stockwerke für Büros und Werkstätten aufgestockt, zugänglich über den Innenhof des Hauses Fugbachgasse 4. Hier wurde in den 1960er Jahren das Bade- und Sportmodenunternehmen anba Sportmode Vorsteher KG der Brüder Paul und Werner Vorsteher betrieben. (Das Wort anba verweist auf Anoraks und Badeanzüge.) Im Inneren des Gebäudes ist noch eine Reihe von Räumlichkeiten annähernd im ursprünglichen Zustand erhalten, allerdings werden sie lediglich als Lager benutzt.
Im März 2012 wurde vom Wiener Journalisten Michael Hierner in einem Medienbericht gezeigt, dass wesentliche Teile der Architektur des Römischen Bades bis heute bestehen. Es wurde die Frage aufgeworfen, wieso der Denkmalschutz hier bisher nicht tätig geworden ist.